# Ctenotus astictus
Espèce
Ctenotus astictus est une espèce de sauriens de la famille des Scincidae.

## Répartition
Cette espèce est endémique du Territoire du Nord en Australie.

## Étymologie
Le nom spécifique astichus vient du grec stiktos, ponctué, en référence à l'absence de points de ce saurien en comparaison avec Ctenotus arnhemensis etCtenotus stuarti.

## Publication originale
- Horner, 1995 :  Two new species of Ctenotus (Reptilia: Scincidae) from Northern Territory. The Beagle, vol. 12, p. 75-88.